# Carbajo
Carbajo – gmina w Hiszpanii, w prowincji Cáceres, w Estramadurze, o powierzchni 27,94 km². W 2011 roku gmina liczyła 226 mieszkańców.